# Popiół i diament (film)
Popiół i diament – polski czarno-biały dramat filmowy z 1958 roku w reżyserii Andrzeja Wajdy, zrealizowany na podstawie powieści Jerzego Andrzejewskiego o tym samym tytule.
Akcja filmu toczy się w 1945 roku, tuż po zakończeniu II wojny światowej. Jego głównym bohaterem jest były żołnierz Armii Krajowej (AK), Maciek Chełmicki, który działając w podziemiu antykomunistycznym otrzymuje rozkaz likwidacji Szczuki, lokalnego sekretarza Polskiej Partii Robotniczej. Z biegiem czasu u Chełmickiego pojawia się coraz więcej wątpliwości.
Wajda, przekładając na język filmu literacki pierwowzór Andrzejewskiego, złagodził propagandową wymowę powieści. Filmowy Popiół i diament, zamiast faworyzować punkt widzenia komunistycznych notabli, skupia się na tragicznych losach partyzantów z powojennego podziemia niepodległościowego. Po trwających ponad trzy miesiące zdjęciach film otrzymał od władz pozwolenie na rozpowszechnianie dzięki wstawiennictwu samego Andrzejewskiego. Chociaż nie został dopuszczony do konkursu głównego na festiwalu filmowym w Cannes, to na festiwalu w Wenecji nagrodzono go nagrodą FIPRESCI.
Popiół i diament spotkał się z entuzjastycznym przyjęciem krytyków zarówno w Polsce, jak i za granicą. Film jednak skłaniał do dwuznacznych interpretacji. Krytykowali go zarówno marksistowscy recenzenci, jak i – po latach, w początkach okresu transformacji – także publicyści konserwatywni. Ci ostatni zarzucali Wajdzie fałszowanie historii oraz powielanie – mimo wszystko – propagandowego przekazu pierwowzoru literackiego. Mimo uchybień historycznych Popiół i diament pozostaje jednak jednym z najważniejszych dzieł polskiej szkoły filmowej. Odnajdywano w nim nawiązania do romantyzmu i symbolizmu, ekspresjonistyczną wizję świata oraz portret polskiej młodzieży nie tyle z okresu wojny, ile z pokolenia popaździernikowego. Zagrawszy rolę w tym filmie, Zbigniew Cybulski był wielokrotnie porównywany do amerykańskiego symbolu buntu młodego pokolenia, aktora Jamesa Deana.

## Fabuła
Akcja filmu Popiół i diament rozpoczyna się 8 maja 1945 roku. Maciek, Andrzej oraz Drewnowski, trzej byli żołnierze Armii Krajowej, obecnie działają w szeregach podziemia niepodległościowego. Mężczyźni otrzymują rozkaz zabicia Szczuki, sekretarza Polskiej Partii Robotniczej. Zasadzkę na niego organizują przy wiejskiej kapliczce. Ostrzeliwują wojskowy samochód, ale dochodzi do pomyłki – zamiast komunistycznego aparatczyka zastrzeleni zostają pracownicy budowlani z cementowni. Zamachowcy uciekają z miejsca akcji, nie zauważając, że tą samą drogą przejeżdża identyczny samochód wiozący Szczukę. Ten, widząc, co zaszło przed jego przybyciem, w obecności świadków zajścia wspomina poległych towarzyszy i poprzysięga zemstę na sprawcach zbrodni.
Akcja filmu przenosi się następnie do hotelu „Monopol”, znajdującego się w Ostrowcu Świętokrzyskim. Maciek zasiada przy hotelowym barze, nawiązując rozmowę z barmanką Krystyną, w której się zakochuje. Szczuka melduje się w hotelu „Monopol”. W recepcji spotyka Maćka, który właśnie dowiaduje się, że zabili nie tego człowieka. Andrzej, podczas pobytu w mieszkaniu sympatyzującej z podziemiem rodziny Staniewiczów, otrzymuje od swego przełożonego (Wagi) jednoznaczny rozkaz powtórzenia egzekucji sekretarza PPR. Szczuka z kolei bezskutecznie poszukuje u Staniewiczów swojego syna Marka. W międzyczasie w sali hotelowej rozpoczyna się bankiet mający uczcić wyzwolenie Polski spod niemieckiej okupacji. W barze do Maćka przysiada się Andrzej, przekazując mu rozkaz od dowództwa. Gdy w sali obok wykonywana jest pieśń Czerwone maki na Monte Cassino, mężczyźni rozmawiają o poległych przyjaciołach z czasów wojny. Maciek zapala na ich cześć napełnione spirytusem kieliszki. Drewnowski, który zgodził się współpracować z władzą komunistyczną, po pijanemu rozmawia z dziennikarzem Pieniążkiem o korzyściach i możliwościach związanych z nową rzeczywistością.

Scena z filmu – śmierć Maćka Chełmickiego (Zbigniew Cybulski)
na wysypisku śmieci. Zrealizowano tę scenę na wrocławskim Wzgórzu Gajowym.

Nocą, gdy w swoim pokoju Maciek przygotowuje broń, na umówione spotkanie przychodzi Krystyna. Rodzi się między nimi uczucie. Kochają się, po czym wychodzą na spacer po mieście. Gdy zaczyna padać deszcz, kryją się w zbombardowanym kościele, gdzie Krystyna czyta umieszczony na ścianie fragment wiersza Cypriana Kamila Norwida, który zdradza sens i pochodzenie tytułowego popiołu i diamentu. Zwiedzając budynek, Krystyna łamie obcas. Gdy Maciek go naprawia, o szarganie świętości miejsca oskarża ich strażnik, który czuwa nad dwoma ciałami osób omyłkowo zabitych przez żołnierzy podziemia. Po wyjściu ze świątyni para się rozdziela. Powróciwszy do hotelu, Maciek rozmawia z Andrzejem na temat sensu dalszej walki. Chce się wycofać, ale ostatecznie podejmuje się wykonania rozkazu samodzielnie i po raz ostatni. Z kolei na bankiecie całkiem pijany Drewnowski wchodzi na stół i oblewa zgromadzonych pianą z gaśnicy, co przekreśla jego polityczną karierę.
Szczuka, dowiedziawszy się, że jego syn znajduje się w placówce Urzędu Bezpieczeństwa, opuszcza hotel, by udać się do siedziby UB. Maciek, wyczuwając okazję do rozprawienia się z komunistą, podąża za nim. Gdy spotykają się na pustej ulicy, były akowiec oddaje kilka strzałów z bliska, prosto w ciało komunisty. Umierający Szczuka obejmuje zabójcę, po czym ześlizguje się na bruk i umiera. W tym samym momencie w niebo strzelają race na cześć wyzwolenia, a uczestnicy bankietu jednostajnie tańczą poloneza. Po powrocie do hotelu Maciek spotyka barmankę. Ona chce go zatrzymać, ale on podjął już decyzję o wyjeździe. Musi stąd uciekać i poświęcić rodzące się między nimi uczucie, zanim rozpoczną się poszukiwania mordercy Szczuki.
O poranku Maciek opuszcza hotel. Po drodze na pociąg zauważa Andrzeja, który rozprawia się z Drewnowskim za zdradę podziemia. Zdrajca rozpoznaje Maćka, ale on nie chce mieć już z nim nic wspólnego. Uciekając przed Drewnowskim, nie zatrzymuje się na polecenie ulicznego patrolu Wojska Polskiego. Żołnierze przekonani, że jest uzbrojony, chcąc udaremnić mu ucieczkę, strzelają do niego serią z pistoletu maszynowego. Śmiertelnie ranny Maciek umiera na wysypisku śmieci.

## Obsada
Opracowano na podstawie materiału źródłowego.

Zbigniew Cybulski i Ewa Krzyżewska
w scenie z filmu

- Zbigniew Cybulski – Maciek Chełmicki,
- Ewa Krzyżewska – Krystyna,
- Wacław Zastrzeżyński – Szczuka,
- Adam Pawlikowski – Andrzej,
- Bogumił Kobiela – Drewnowski,
- Jan Ciecierski – portier,
- Stanisław Milski – Pieniążek,
- Artur Młodnicki – Kotowicz,
- Halina Kwiatkowska – Katarzyna Staniewiczowa,
- Ignacy Machowski – mjr Florian „Waga”,
- Zbigniew Skowroński – Słomka,
- Barbara Krafftówna – Stefka,
- Aleksander Sewruk – Święcki,
- Zofia Czerwińska – barmanka Lili,
- Irena Orzecka – Jurgieluszka,
- Halina Siekierska – Puciatycka,
- Grażyna Staniszewska – Hanka Lewicka,
- Jerzy Adamczak – Wrona (major UB),
- Adolf Chronicki – Podgórski,
- Wiktor Grotowicz – Franek Pawlicki,
- Mieczysław Łoza – Smolarski,
- Tadeusz Kalinowski – Wejchert,
- Józef Pieracki – Puciatycki,
- Ryszard Pietruski – robotnik w cementowni.

## Produkcja

### Opracowanie scenariusza i prace przygotowawcze

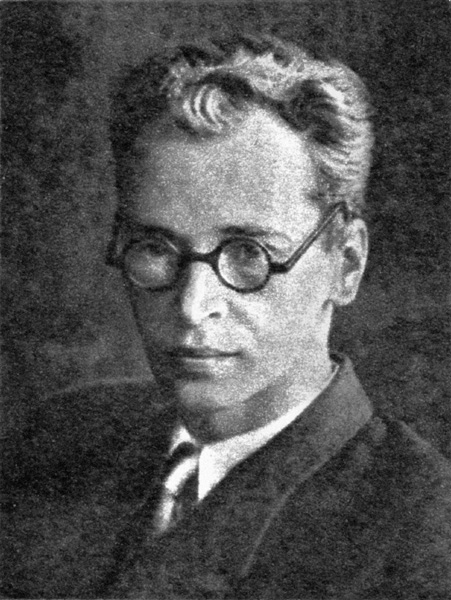
Jerzy Andrzejewski, autor pierwowzoru literackiego

Popiół i diament jest luźną adaptacją utworu literackiego autorstwa Jerzego Andrzejewskiego o tym samym tytule, który został opublikowany w 1948 roku. Powieść ta była w komunistycznej Polsce obowiązkową lekturą szkolną i cieszyła się poważaniem u ówczesnych władz; pierwotnie zamierzali ją zekranizować Erwin Axer i Antoni Bohdziewicz. Andrzej Wajda usłyszał o niej od Tadeusza Janczara w 1957 roku podczas pobytu w szpitalu. Gdy powieść Andrzejewskiego zarekomendował Wajdzie jego drugi reżyser, Janusz Morgenstern, po lekturze uznał on, że to będzie dobry materiał na film. 15 listopada 1957 roku Wajda wysłał list do Andrzejewskiego, w którym zaproponował mu scenariusz adaptacji. Wykluczył z niego dwa zasadnicze wątki pierwowzoru literackiego: historię Antoniego Kosseckiego oraz zorganizowanego podziemia składającego się z kilkunastoletnich chłopców. Kluczowy zatem stał się motyw konfrontacji Maćka ze Szczuką. W listopadzie 1957 roku Wajda osobiście spotkał się z Andrzejewskim, a większość grudnia poświęcili na wzmożone prace nad przygotowywanym scenariuszem. Twórcy zdecydowali się na pominięcie dalszych pobocznych wątków oraz skrócenie czasu akcji do 24 godzin, aby zachować klasyczną zasadę jedności czasu. Prace nad scenariuszem zostały ostatecznie zakończone w styczniu 1958 roku, czego dowodzi fakt, że posiedzenie Komisji Ocen Scenariuszy odbyło się 17 stycznia. Przewodniczący komisji Tadeusz Karpowski ostatecznie wyraził zgodę na rozpoczęcie prac nad filmem, zgłaszając jednak „wątpliwości […] natury dramaturgicznej, […] ideowej, dotyczące wypracowania scenariuszowego”.
Po zatwierdzeniu scenariusza reżyser przystąpił do przygotowań w ramach Studia Filmowego „Kadr”. Jako miejsce kręcenia zdjęć zamierzał wybrać Łódź, ale ostatecznie zdecydował, że metaforyczny Ostrowiec zostanie wykreowany w Wytwórni Filmów Fabularnych nr 2 we Wrocławiu. Wynikało to zarówno z możliwych oszczędności, jak i z potrzeby, aby władze centralne poświęciły mniejszą uwagę kontrowersyjnemu projektowi. 3 lutego 1958 roku, właściwie samodzielnie, pełniący obowiązki szefa kinematografii Jerzy Lewiński podjął decyzję o rozpoczęciu produkcji. Na podstawie umowy o dzieło Wajda otrzymał wynagrodzenie w wysokości 69 000 złotych, natomiast Andrzejewski – 31 500 złotych. Budżet całego filmu (już po zakończeniu produkcji) szacuje się na 6 070 000 złotych.
Rozpoczął się proces kompletowania ekipy filmowej. Do realizacji Popiołu i diamentu Wajda zatrudnił kierownika produkcji Stanisława Adlera. Za zdjęcia odpowiadał Jerzy Wójcik, natomiast opracowanie muzyczne zlecono Filipowi Nowakowi, kierownikowi Kwintetu Rytmicznego Polskiego Radia we Wrocławiu. Ustalone zostało, że zdjęcia będą kręcone najpierw we wnętrzach zaprojektowanych w atelier, a dopiero potem w plenerach. Za główną scenografię posłużyła wykonana w atelier konstrukcja hotelu „Monopol”. Wnosiła ona element symboliczny – ów budynek po burzliwych czasach wojny próbuje zachować elegancję, lecz w istocie podupada. Oprócz atelier wykorzystano także wnętrza naturalne – między innymi kościół świętej Barbary, kamienicę przy ulicy Franciszkańskiej oraz kaplicę pod Trzebnicą.
Trudności Wajdzie sprawił dobór obsady aktorskiej. Dopomógł mu w tym Morgenstern, który był obeznany z rynkiem aktorskim w Polsce. To właśnie on wymusił na reżyserze wybór Zbigniewa Cybulskiego do roli Maćka, choć pierwotnie przewidywane było obsadzenie w tej roli Tadeusza Janczara. Wbrew intencji kostiumolog Katarzyny Chodorowicz odtwórca głównej roli zdecydował się grać w swoim ubraniu: kurtce, dżinsach i pionierkach. Cybulski, ze względu na nieszczególnie aktorski charakter swego wzroku, dokonał kolejnego brawurowego wyboru: mimo protestów Wajdy zagrał w czarnych okularach. Wacław Zastrzeżyński otrzymał rolę Szczuki, natomiast Krystynę – mimo początkowych wątpliwości reżysera – zagrała Ewa Krzyżewska. Rolę Andrzeja powierzono Adamowi Pawlikowskiemu, natomiast Drewnowskiego – Bogumiłowi Kobieli.

### Realizacja

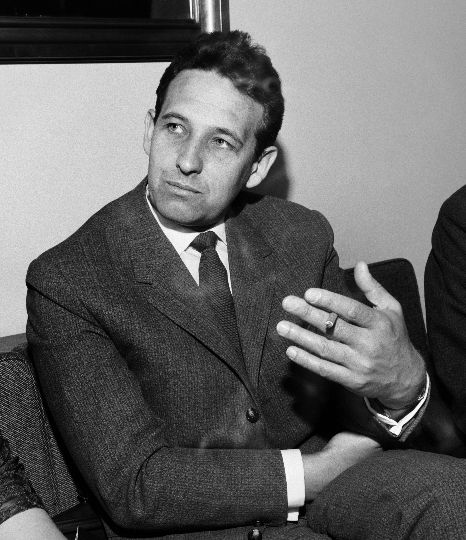
Andrzej Wajda, reżyser filmu (1963)

Zdjęcia do Popiołu i diamentu rozpoczęto formalnie 4 marca 1958 roku i zakończono 7 czerwca. W łącznym rozrachunku odbyło się 60 dni zdjęciowych. Krzysztof Kornacki wskazuje jednak, że pierwszy dzień zdjęciowy faktycznie miał miejsce 6 marca. Zdjęcia rozpoczęto od prac w dwóch halach wrocławskiej wytwórni: dużej i małej. Realizowano je w marcu i kwietniu. Wnętrza plenerowe zostały sfilmowane na przełomie marca i kwietnia, natomiast pozostałą część czasu produkcji poświęcono na kręcenie scen w plenerze. To ostatnie sprawiało ekipie sporo problemu ze względu na niekorzystne warunki pogodowe. Sam format kadru, który twórcy wybrali, był przełomowy dla kina polskiego – miał proporcję 1:1,85, której nigdy wcześniej polscy reżyserzy nie wykorzystywali. Wśród kluczowych scen Popiołu i diamentu znajduje się ta, w której Maciek podpala kieliszki w barze; za Wajdą przypisywana jest ona Januszowi Morgensternowi.
Najwięcej problemów sprawiło Wajdzie przekonanie władz komunistycznych do wyświetlenia Popiołu i diamentu. Partyjni intelektualiści byli niezadowoleni z uczynienia Maćka Chełmickiego główną postacią filmu. Wówczas zainterweniował sam Andrzejewski, który przy wsparciu kolegów literatów przekonał działaczy PZPR do ideologicznej wymowy filmu; bez wsparcia ze strony autora powieści dzieło Wajdy nigdy nie weszłoby na ekrany kin. Oficjalna kolaudacja odbyła się 7 lipca 1958 roku, po czym umożliwiono dystrybucję Popiołu i diamentu w kinach. Mimo protestów Aleksandra Forda, który żądał od władz zakazu rozpowszechniania filmu, jego oficjalna premiera odbyła się 3 października 1958 roku. Wynikało to z faktu, że decydenci po wahaniach orzekli ideologiczną wymowę filmu jako pozytywną, gdyż ich zdaniem pokazywał on bezsens walki polskiego podziemia niepodległościowego. Mimo to, ze względu na nadal istniejące wątpliwości co do jego przesłania, Popiół i diament otrzymał zakaz brania udziału w konkursie głównym Międzynarodowego Festiwalu Filmowego w Cannes. Wówczas Lewiński dzięki zgodzie przełożonych wysłał utwór Wajdy na Międzynarodowy Festiwal Filmowy w Wenecji, gdzie poza konkursem głównym zdobył nagrodę Międzynarodowej Federacji Krytyków Filmowych (FIPRESCI).

## Odbiór

### W chwili premiery
Popiół i diament odniósł międzynarodowy sukces. Zdaniem Janiny Falkowskiej jest to najbardziej rozpoznawalny film Wajdy, a według Marka Hendrykowskiego – najważniejsze osiągnięcie polskiej szkoły filmowej, które obok rozrachunku z II wojną światową oraz prezentacji romantycznej wizji świata uwypukla charakterystyczny styl reżysera. Pomimo potępienia filmu przez część partyjnych krytyków, z graną przez Zbigniewa Cybulskiego rolą Maćka utożsamiało się wielu zwolenników niepodległej Polski. Kreację Cybulskiego porównywano ze stylem amerykańskiego aktora Jamesa Deana, co dopełniał fakt, iż dzięki swoim ciemnym okularom polski aktor uosabiał pokolenie współczesne z 1958 roku. Ogółem w rok od premiery Popiół i diament obejrzało około 1 722 000 widzów.
Polscy krytycy filmowi byli na ogół zachwyceni filmową adaptacją powieści Andrzejewskiego. Stanisław Grzelecki ocenił Popiół i diament jako „nowe, wybitne dzieło polskiej sztuki filmowej” („Życie Warszawy” 1958, nr 167). Według Krzysztofa Teodora Toeplitza „Popiół i diament nie jest filmem genialnym, lecz jest na pewno filmem wielkim” („Nowa Kultura” 1958, nr 33). Entuzjastycznie wypowiedział się o utworze Wajdy Jerzy Płażewski: „[…] mamy nowy, świetny film polski. Nazywa się Popiół i diament” („Przegląd Kulturalny” 1958, nr 35). Na podstawie rubryki Dziewięciu gniewnych ludzi z pisma „Film” Krzysztof Kornacki oszacował średnią ocen przyznawanych dziełu Wajdy na cztery kropki („bardzo dobry”). Również kilkunastu innych rodzimych krytyków filmowych i literackich – od Stanisława Grochowiaka, przez Stanisława Lema, aż po Andrzeja Wróblewskiego – uznawało Popiół i diament za wyjątkowe dzieło.
Na pierwszym planie, z racji ówcześnie panującego ustroju komunistycznego, wśród omawianych przez krytyków kwestii utworu znalazły się próby interpretacji ideologicznej. Wskazywano wówczas na tragizm działań żołnierzy Armii Krajowej, którzy jakoby niesłusznie kontynuowali walkę z nową rzeczywistością polityczną. Wśród tych głosów nie brakowało jednak pozbawionej ideologicznego zabarwienia opinii Jana Józefa Szczepańskiego. Zdaniem Szczepańskiego Wajda ukazał widzowi cechy polskiej młodzieży czasów wojny („Tygodnik Powszechny” 1958, nr 42). Jednocześnie krytycy związani z władzą mieli wątpliwości, czy reżyser nie dokonał gloryfikacji owego pokolenia, co miałoby budzić sympatię widowni do „reakcyjnego” żołnierza. Największe pretensje do Popiołu i diamentu mieli spośród nich Zygmunt Kałużyński i Wiktor Woroszylski. Kałużyński doszukiwał się w portrecie „NZS-owca” Maćka anachronizmu, uznając jego stylizację za odpowiednią bardziej na współczesne czasy niż na rok 1945 („Trybuna Literacka” 1958, nr 42). Z kolei zdaniem Woroszylskiego „akowcy obdarzeni zostali tak wyraźnym poczuciem absurdalności swoich występków, […] że ręce opadają” („Film” 1958, nr 42). Silnej krytyce poddali Popiół i diament także marksistowscy krytycy, wytykając mu rzekomy brak funkcji wychowawczych oraz marginalizację Szczuki, przedstawionego w filmie jako miernego działacza partyjnego. Od interpretacji propagandowych odciął się natomiast Stanisław Grochowiak, który doszukał się w dramacie Wajdy przede wszystkim „wymiaru eschatologicznego” klasycznej tragedii („Ekran” 1958, nr 42).
Jeszcze inaczej zinterpretowali dzieło Wajdy krytycy szukający w nim kwestii estetycznych. Jerzy Kwiatkowski zwrócił uwagę na wysoką ekspresję adaptacji w porównaniu z pierwowzorem („Życie Literackie” 1958, nr 44). Alicja Helman z kolei stwierdziła, że „jest w tym filmie wszystko – za wiele, za dobrze, za pięknie”, lecz podkreśla to zarazem „żarliwość, niepokój, przejęcie, wielką uczuciową pasję” („Ekran” 1958, nr 51–52). Ernest Bryll poświęcił szerszej analizie ocenę antycznej struktury utworu filmowego, z nieodłącznym fatum ukazującym tragizm działań głównego bohatera („Ekran” 1958, nr 49). Z powszechną aprobatą spotkała się natomiast kreacja Zbigniewa Cybulskiego, jak również opracowanie muzyczne oraz zdjęcia Jerzego Wójcika.
W Europie Zachodniej Popiół i diament był powszechnie chwalony przez krytyków filmowych. Włoski krytyk Nevio Corich doszukał się w nim pełnego liryzmu nawiązania do sztuki barokowej. Część filmoznawców, na przykład Foumy Saisho, wskazywała na poetyckie walory dzieła. Francuz Georges Sadoul porównywał nawet dzieło Wajdy do twórczości prominentnego amerykańskiego reżysera, Ericha von Stroheima. Niektórzy krytycy byli jednak rozdrażnieni rzekomym manieryzmem utworu i eksponowaniem barokowej ornamentyki. Hendrykowski zaznaczył jednak, że wynikało to z niezrozumienia przez nich licznych symboli cechujących film. Zarówno krytycy w Polsce, jak i za granicą ocenili film zgodnie jako arcydzieło sztuki filmowej, przy czym Aleksander Jackiewicz stwierdził, że Popiół i diament jest najwybitniejszym dziełem w karierze Wajdy.

### Oceny retrospektywne
W konsekwencji zapoczątkowanej w 1989 roku transformacji ustrojowej w Polsce, w ramach rewizji kina czasów Polskiej Rzeczypospolitej Ludowej również Popiołowi i diamentowi postawiono zarzut fałszowania historii. Wajda miał się tego dopuścić, ponieważ w jego filmie żołnierze podziemia ścigali komunistów, natomiast w rzeczywistości było odwrotnie. Andrzej Werner za pomocą takiej argumentacji zarzucał filmowi kłamstwo historyczne, natomiast krytyk filmowy Waldemar Chołodowski ganił dzieło Wajdy za sugerowanie izolacji reprezentantów tegoż podziemia od społeczeństwa. Krzysztof Kąkolewski ubolewał nad faktem, iż Popiół i diament Wajdy dla widowni polskiej oraz międzynarodowej był przez lata źródłem wiedzy o czasach tuż po wojnie. Jednakże zauważył zarazem, że reżyser – w przeciwieństwie do autora oryginału – stonował propagandową wymowę książki, w której żołnierze podziemia zostali bezpośrednio przedstawieni jako bandyci. Tadeusz Lubelski stwierdził, że wersja Wajdy ociepla wizerunek podziemia w znacznie większym stopniu niż proponowane przez Axera oraz Bohdziewicza, na czym zaważyły jednak gruntowne zmiany w scenariuszu na etapie zdjęć. W przeciwieństwie do Kąkolewskiego Lubelski był przekonany, że podczas kręcenia filmu idealnie uchwycony został moment październikowego buntu.
Po latach o Popiele i diamencie Jan F. Lewandowski pisał:

Bodaj najsłynniejszy, najbardziej znany polski film na świecie. W Polsce dyskusje po przełomie politycznym 1989 roku nie zdołały podważyć jego pozycji najbardziej klasycznego dzieła „szkoły polskiej”.

Także zdaniem Tadeusza Lubelskiego:

Choć w latach osiemdziesiątych [film] przeszedł przez falę krytycznej dyskusji, do dziś ma opinię arcydzieła Polskiej Szkoły Filmowej.

### Analizy i interpretacje
Krytycy zauważali w Popiele i diamencie użycie licznych środków stylistycznych. Marek Hendrykowski podnosił przede wszystkim, że Wajda w swym utworze operował kontrastem, zestawiając na przykład obraz pracy oracza z bezczynnością żołnierzy podziemia, a ową bezczynność – z nagłym wyciągnięciem przez Maćka pistoletu maszynowego i przejściem do akcji. Kluczowe dla reżysera jest także nawiązywanie do epoki romantyzmu, wyrażone w wyzwalaniu spontanicznych emocji w widzu. Zdaniem Hendrykowskiego forma Popiołu i diamentu przywodzi na myśl konstrukcję mitu, z zachowaniem mitycznego porządku świata i zagęszczeniem czasu akcji do jednego dnia. Ten ostatni czynnik zbliża dzieło Wajdy do sztuk teatralnych. Reżyser zastosował też szereg antytez, na przykład śmierć Szczuki w momencie wystrzelenia rozjaśniających przestrzeń rac czy drzwi symbolizujące progi moralnych decyzji, przez które przechodzi główny bohater. Według Stanisława Ozimka samo miasto ma ubogą, oszczędną charakterystykę, a większość jego plenerów skąpana w mroku nocy.
Popiół i diament, jak zauważył Hendrykowski, cechuje obok romantyzmu także gorzka ironia, wyrażona chociażby w symbolicznej śmierci Maćka na „śmietniku historii”. Widać ją także w kontraście działań głównego bohatera z pojawiającą się w filmie pieśnią Czerwone maki na Monte Cassino, której wykonawczynią była Grażyna Staniszewska. Także Ozimek stwierdził, że w dziele Wajdy „występuje paradoksalna paralela postaw” – zarówno Maciek, jak i Szczuka stawiają sobie za honor wykonanie postawionego zadania. Obaj znajdują się w tragicznej sytuacji: po dokonanym zamachu zabójca i ofiara tworzą jakby „rzeźbiarską kompozycję”. Zdaniem Krzysztofa Świrka całym politycznym pamfletem jest portret uczestników hotelowego bankietu – od prezydenta miasta mianowanego na ministra, przez służalczych wobec nowo wprowadzonego ustroju dziennikarzy i urzędników oraz reprezentację burżuazji, aż po delegację radzieckich oficerów. Gorzką wymowę utworu dopełnia taniec pod koniec bankietu, przywodzący na myśl chocholi taniec z Wesela Stanisława Wyspiańskiego. Nawiązanie do literatury polskiego romantyzmu wyraża się także w cytacie z Tyrtei Cypriana Kamila Norwida, z którego zaczerpnięto tytuł filmu i literackiego pierwowzoru:

Coraz to z ciebie, jako z drzazgi smolnej,
Wokoło lecą szmaty zapalone;
Gorejąc nie wiesz, czy stawasz się wolny,
Czy to, co twoje, ma być zatracone?
Czy popiół tylko zostanie i zamęt,
Co idzie w przepaść z burzą? – czy zostanie
Na dnie popiołu gwiaździsty dyjament,
Wiekuistego zwycięstwa zaranie...

### Nagrody i festiwale
| Rok ceremonii | Organizator                                     | Nagroda                                                      |
| ------------- | ----------------------------------------------- | ------------------------------------------------------------ |
| 1959          | „Film”                                          | Złota Kaczka                                                 |
| 1959          | Międzynarodowy Festiwal Filmowy w Wenecji       | Nagroda FIPRESCI                                             |
| 1960          | Międzynarodowy Festiwal Filmowy w Vancouver     | Nagroda Kanadyjskiej Federacji Stowarzyszeń Filmowych        |
| 1961          |                                                 | Nagroda Zachodnioniemieckiej Krytyki Filmowej                |
| 1961          | Międzynarodowy Festiwal Filmowy w Ibadanie      | Dyplom uznania                                               |
| 1962          | Stowarzyszenie Producentów Amerykańskich        | Srebrny Laur Davida O. Selznicka                             |
| 1962          | Académie du Cinéma (Francuska Akademia Filmowa) | Étoile de Cristal (Kryształowa Gwiazda) dla Ewy Krzyżewskiej |
| 1965          |                                                 | Nagroda Czechosłowackiej Krytyki Filmowej                    |
| 1967          | Międzynarodowy Festiwal Filmowy w Addis Abebie  | Wyróżnienie                                                  |

Film został uznany przez amerykańskiego reżysera Martina Scorsese za jedno z arcydzieł polskiej kinematografii i w 2014 roku został wytypowany przez niego do prezentacji w Stanach Zjednoczonych oraz Kanadzie w ramach festiwalu polskich filmów Martin Scorsese Presents: Masterpieces of Polish Cinema. W 2023 roku Scorsese wymienił ponadto Popiół i diament w swoim zestawieniu piętnastu najwybitniejszych filmów w historii kina.

## Dalsze losy oraz znaczenie

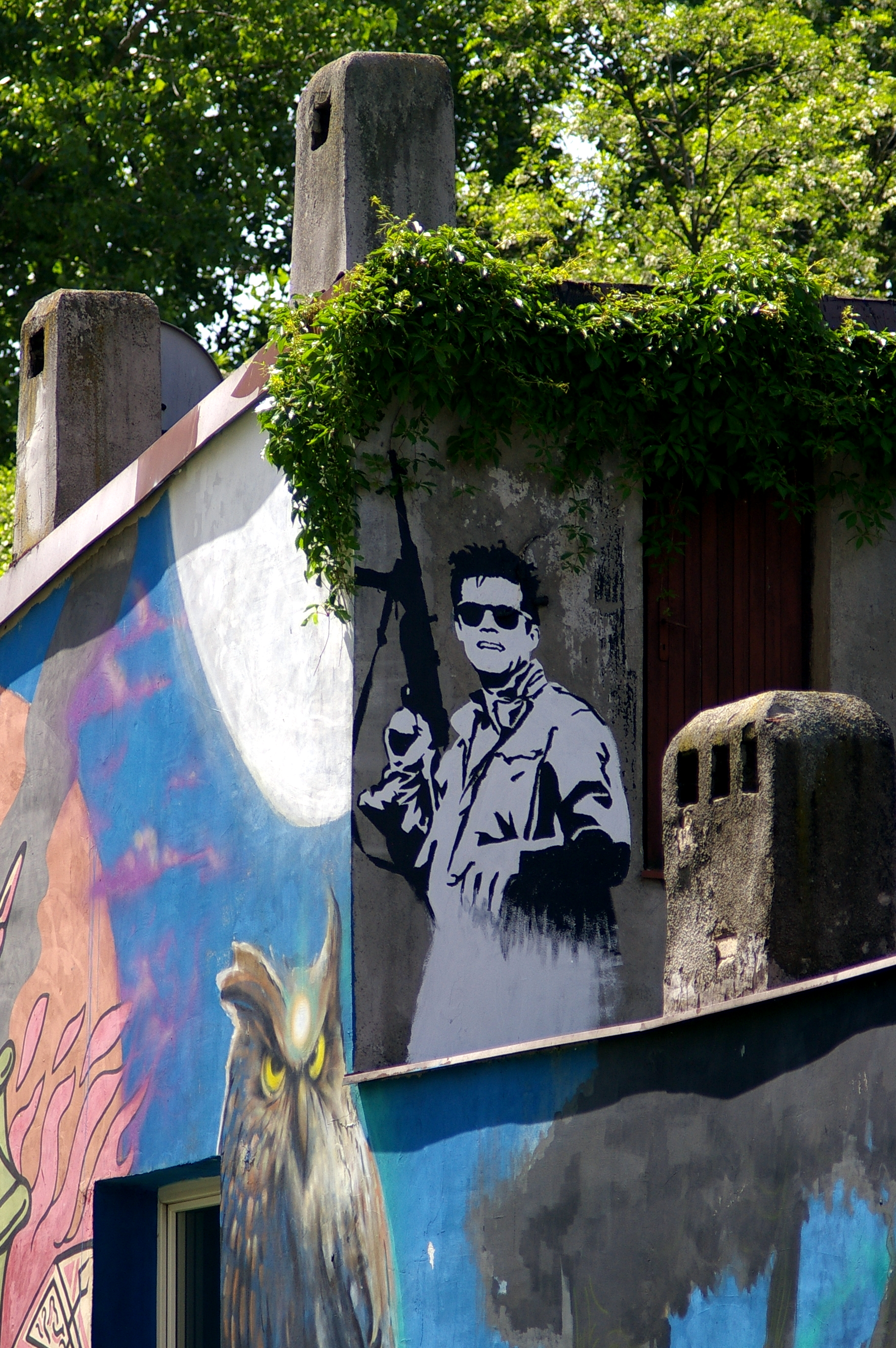
Mural przedstawiający Zbigniewa Cybulskiego w roli Maćka Chełmickiego przy ulicy Srebrzyńskiej w Łodzi

Popiół i diament wywarł znaczący wpływ na rozwój polskiej szkoły filmowej, wzbudzając polemiczną reakcję ze strony innych reżyserów nurtu. W 1960 roku jeden z nich, Kazimierz Kutz, zrealizował antytezę Popiołu i diamentu pod tytułem Nikt nie woła. Bohater filmu – również żołnierz podziemia niepodległościowego – w przeciwieństwie do Maćka Chełmickiego nie wykonuje rozkazu, lecz próbuje zacząć życie od nowa i osiedla się na Ziemiach Odzyskanych. W filmie Jak być kochaną (1961) Wojciech Jerzy Has dokonał pastiszu ikonicznej „sceny z lampkami”. Główna bohaterka po II wojnie światowej wkracza do baru, w którym również grana jest piosenka Czerwone maki na Monte Cassino, jednak śpiewa ją nie niewinna dziewczyna, lecz starsza pani „o wyglądzie «bajzelmamy»”. Z kolei postać grana przez Cybulskiego nie jest gotowym do działania spiskowcem, lecz nieogolonym, pijanym mitomanem wspominającym swoje rzekome czyny bohaterskie.
Mit Cybulskiego wybrzmiewał również w późniejszych filmach Wajdy. W jego dziełach Krajobraz po bitwie (1969) i Wesele (1972) znalazło się ponowne nawiązanie do chocholego tańca, a do motywu tragedii działaczy podziemia niepodległościowego – pod wpływem krytyki ze strony środowisk konserwatywnych – reżyser wrócił w filmie Pierścionek z orłem w koronie (1992). W tym utworze znalazł się autoplagiat sceny zapalania kieliszków w barze (Cybulskiego imitował Tomasz Konieczny, natomiast Pawlikowskiego uosabiał Rafał Królikowski), lecz scena ta osadzona została w innym, autoironicznym kontekście. O ile jednak środowiska konserwatywne uznały Pierścionek z orłem w koronie za uczciwe rozliczenie Wajdy z minionym okresem, o tyle wśród krytyków liberalno-lewicowych film wzbudził zażenowanie, a Jakub Majmurek pisał o „najbardziej bolesnej estetycznej autokompromitacji” ze strony reżysera.
W 2009 roku w ramach projektu KinoRP Popiół i diament został odnowiony cyfrowo i ponownie pokazany w kinach.
W 2024 roku w plebiscycie portalu Pełna Sala został wybrany czwartym najlepszym polskim filmem w historii.